# Iphiona
 Iphiona   Cass., 1817 è un genere di piante angiosperme dicotiledoni della famiglia delle Asteraceae, sottofamiglia Asteroideae, tribù Inuleae e sottotribù Inulinae.

## Etimologia
Il nome scientifico del genere è stato definito dal botanico Alexandre Henri Gabriel de Cassini (1781-1832) nella pubblicazione " Bulletin des Sciences, par la Société Philomatique" ( Bull. Sci. Soc. Philom. Paris 1817: 153) del 1817.

## Descrizione

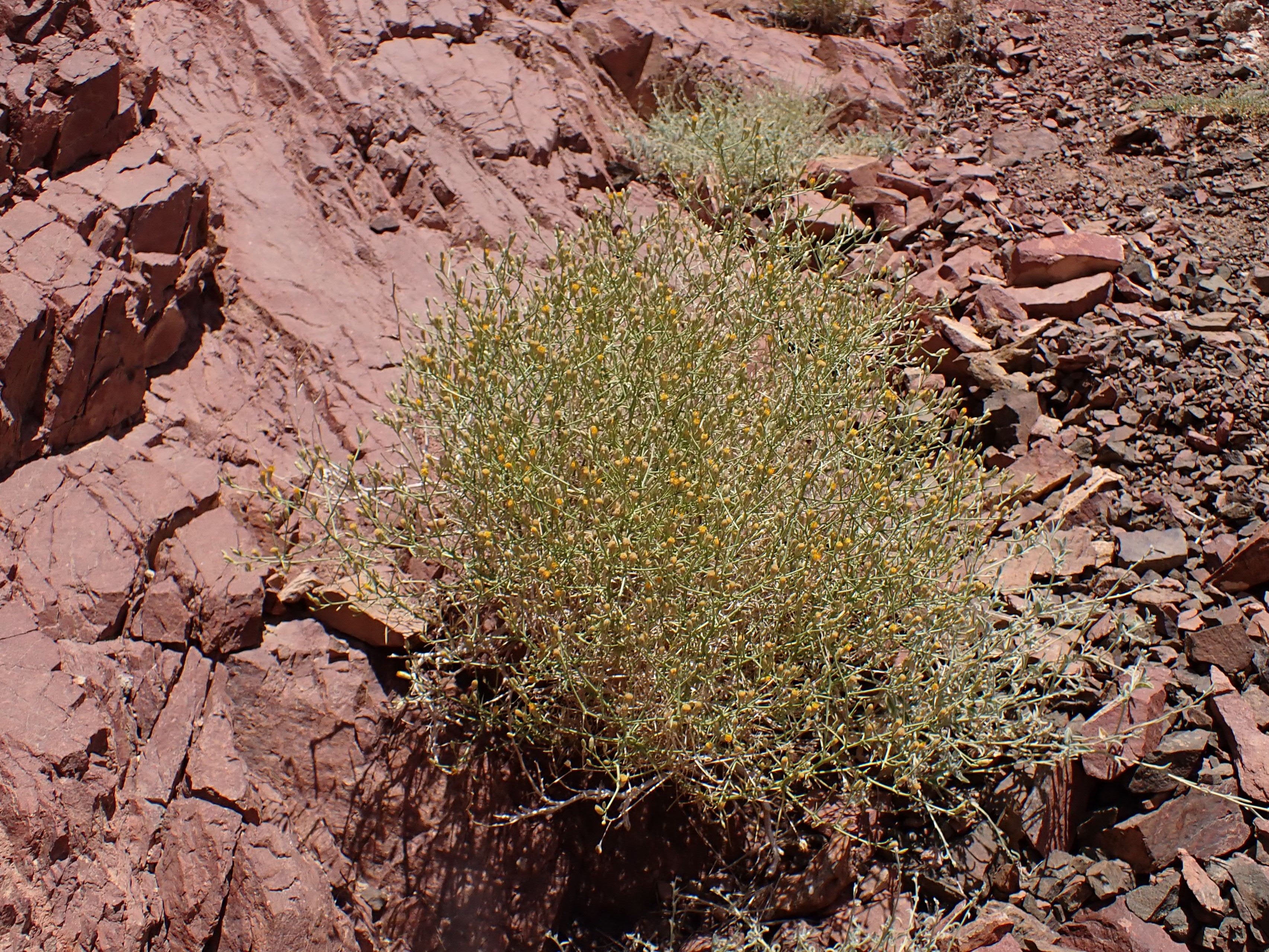
Il portamento
Iphiona mucronata

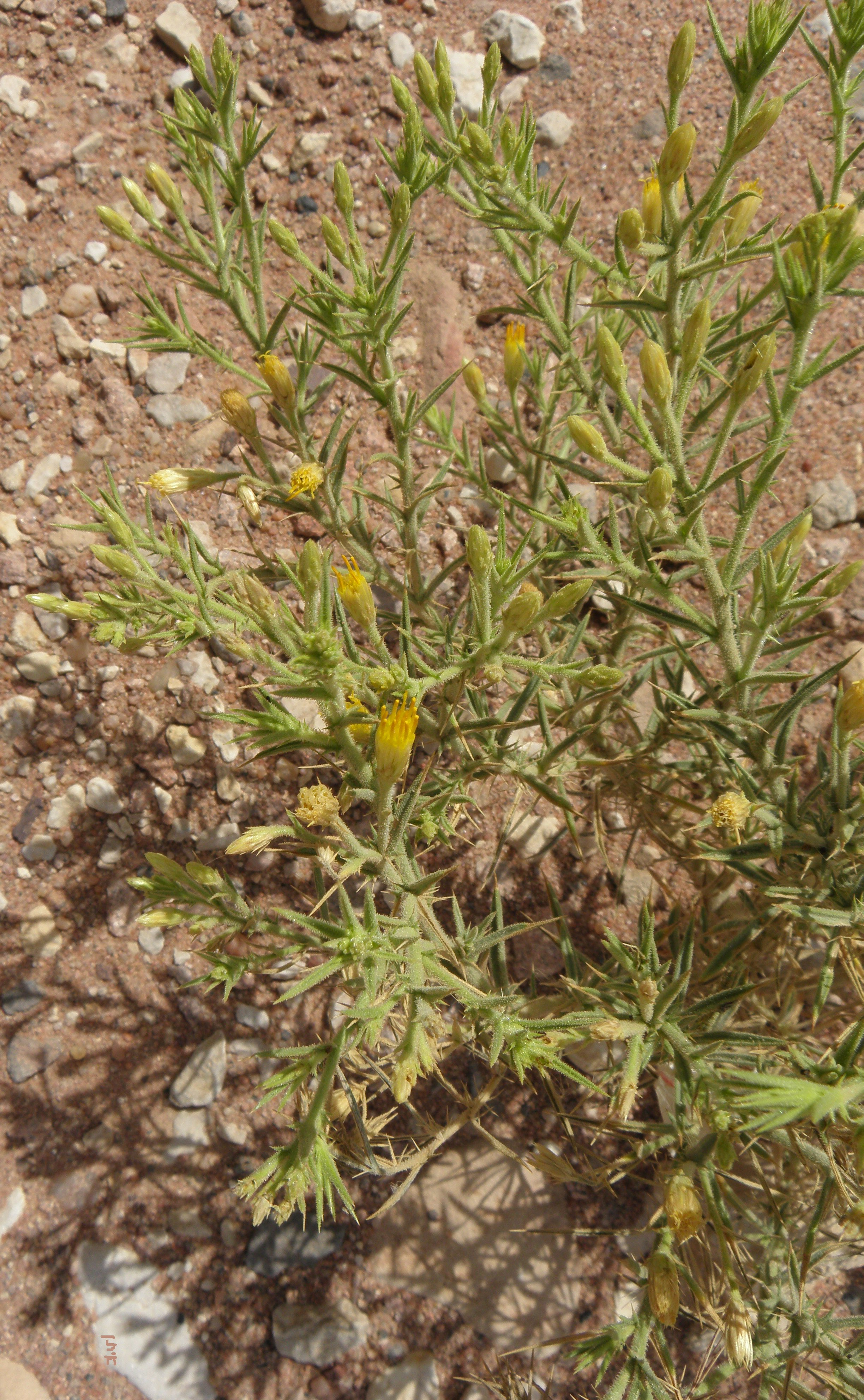
Le foglie
Iphiona scabra

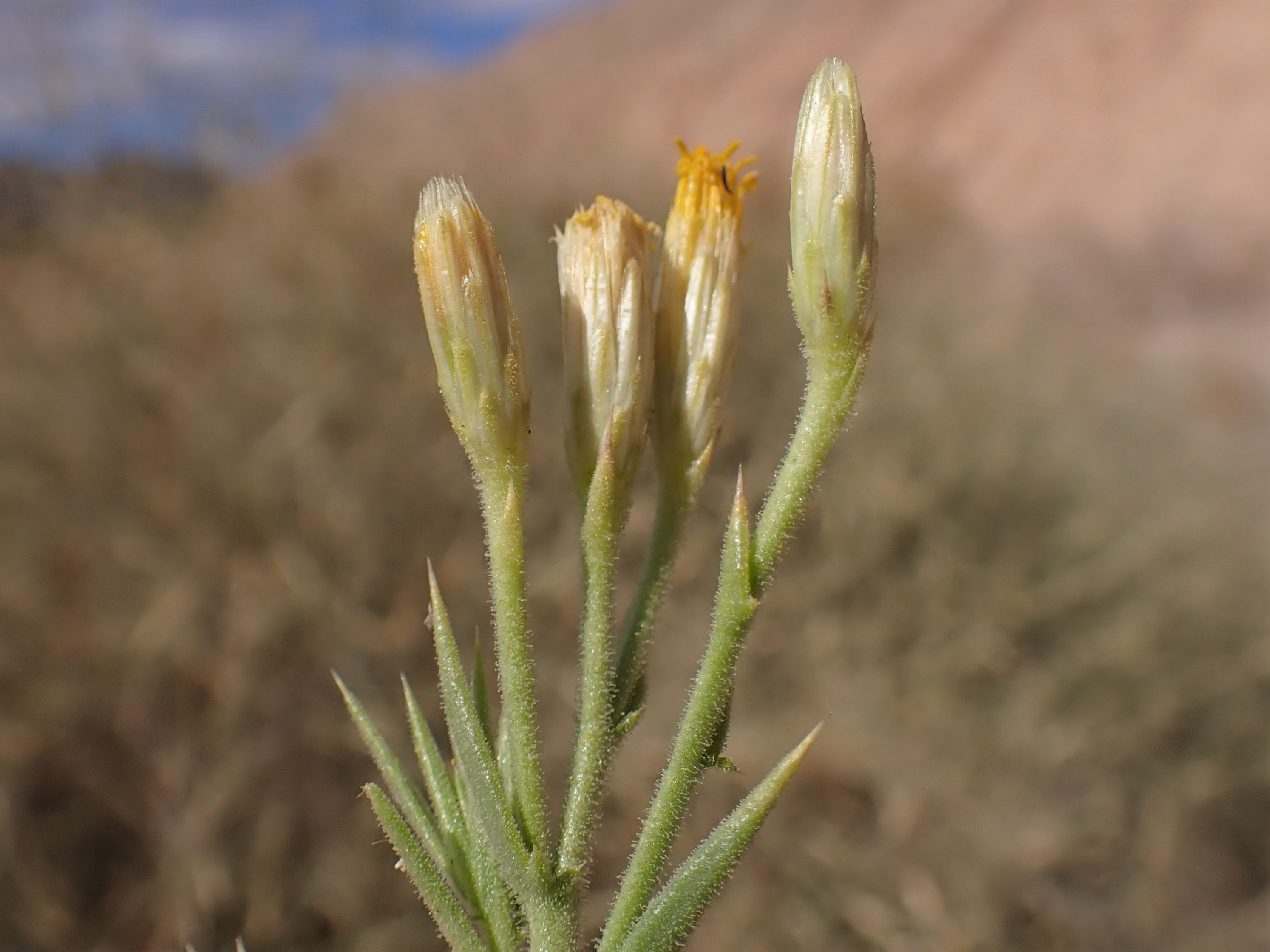
Infiorescenza
Iphiona scabra

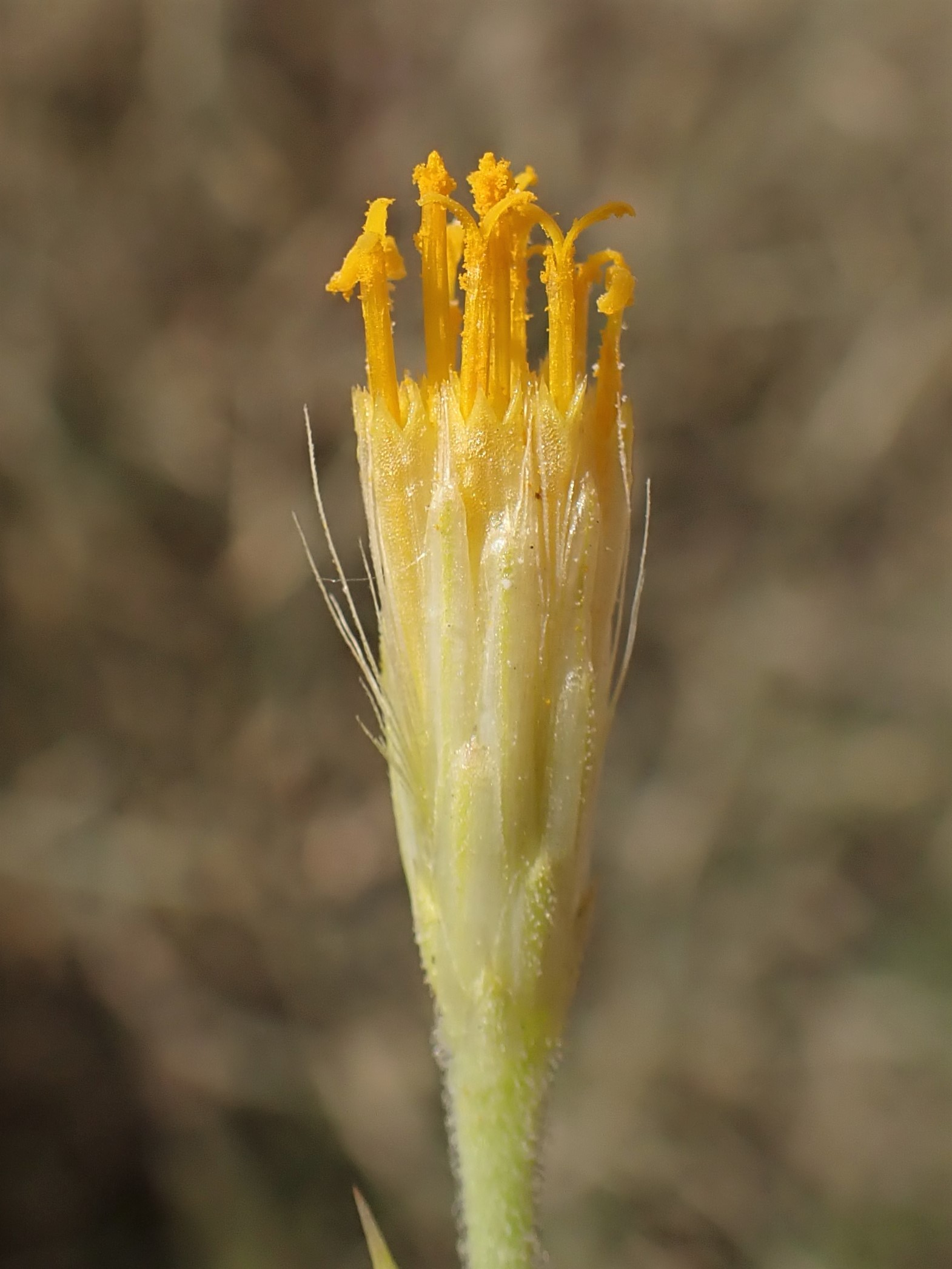
I fiori
Iphiona scabra

Portamento. Le specie di questo genere sono subarbusti o erbe perenni.
Fusto. La parte sotterranea del fusto consiste prevalentemente in rizomi. Generalmente il floema è privo di strati fibrosi; inoltre sono assenti i tessuti latticiferi.
Foglie. Le foglie lungo il caule sono disposte in modo alternato e sessile. Le foglie sono trifide, pennatifide e a forma di ago. Possono essere carnose.
Infiorescenza. Le infiorescenze sono formate da capolini sia solitari che in formazioni corimbose. I capolini sono di tipo da radiato a minutamente radiato, eterogami o omogami (raramente discoidi). I capolini sono formati da un involucro composto da brattee disposte in modo embricato al cui interno un ricettacolo fa da base ai fiori ligulati periferici o fiori del raggio e ai fiori tubulosi quelli centrali o del disco. L'involucro può essere cilindrico, campanulato o a forma di coppa. Le brattee sono disposte generalmente su più righe; hanno consistenza erbacea o cartilaginea, ma senza margini ialini; gli stereomi non sono divisi. Il ricettacolo, con scaglie tipo creste, è sprovvisto di pagliette (a protezione della base dei fiori).
Fiori.  I fiori sono tetra-ciclici (formati cioè da 4 verticilli: calice – corolla – androceo – gineceo) e pentameri (calice e corolla formati da 5 elementi). Si distinguono in:
- fiori del raggio (esterni): sono femminili e sono disposti su una o più serie; la forma è ligulata (zigomorfa); sono neutri e possono mancare;
- fiori del disco (centrali): sono più numerosi con forme brevemente tubulose (attinomorfe); sono ermafroditi fertili.

- Formula fiorale:

*/x K {\displaystyle \infty }, [C (5), A (5)], G 2 (infero), achenio
- Calice: i sepali del calice sono ridotti ad una coroncina di squame.

- Corolla:

- fiori del raggio: la forma della corolla alla base è più o meno tubulosa-imbutiforme, mentre all'apice è ligulata; la ligula può terminare con alcuni denti; il colore è giallo;
- fiori del disco: la forma è tubulare bruscamente divaricata in 4-5 brevi lobi; il colore è giallo deciso. L'epidermide delle corolle è cosparsa di cristalli aghiformi e le pareti delle cellule sono sinuose.

- Androceo: l'androceo è formato da 5 stami sorretti da filamenti generalmente liberi; gli stami sono connati e formano un manicotto circondante lo stilo; le teche (produttrici del polline) sono minutamente speronate con corte code. Il tessuto dell'endotecio è a forma polarizzata. Le cellule del collare dei filamenti sono piatte o di tipo mammelloso.

- Gineceo: il gineceo ha un ovario uniloculare infero formato da due carpelli.[4] Lo stilo è unico e con due stigmi nella parte apicale. Gli stigmi spesso sono provvisti di peli acuti che terminano sopra la biforcazione senza raggiungerla. Le superfici stigmatiche confluiscono all'apice, mentre alla base sono separate in due distinte linee (lignee stigmatiche marginali[6]). Il polline è spinuloso.

Frutti. I frutti sono degli acheni con pappo. Gli acheni in genere sono provvisti di 5 fasci vascolari; la forma è ellissoide, spiralata o a sezione triangolare, spesso con coste sclerenchimatiche. Talvolta sono presenti dei condotti o delle cavità resinose. La superficie è glabra o ricoperta da peli ghiandolari. L'epidermide dell'achenio è provvista di grandi cristalli di ossalato di calcio, oppure di cristalli simili alla sabbia, oppure ne è priva. Il pappo è formato setole capillari, o setole capillari miste a piccole squame o larghe squame sole. 

## Biologia
Impollinazione: l'impollinazione avviene tramite insetti (impollinazione entomogama tramite farfalle diurne e notturne).

Riproduzione: la fecondazione avviene fondamentalmente tramite l'impollinazione dei fiori (vedi sopra).

Dispersione: i semi (gli acheni) cadendo a terra sono successivamente dispersi soprattutto da insetti tipo formiche (disseminazione mirmecoria). In questo tipo di piante avviene anche un altro tipo di dispersione: zoocoria. Infatti gli uncini delle brattee dell'involucro (se presenti) si agganciano ai peli degli animali di passaggio disperdendo così anche su lunghe distanze i semi della pianta. Inoltre per merito del pappo (se presente) il vento può trasportare i semi anche a distanza di alcuni chilometri (disseminazione anemocora).

## Distribuzione e habitat
Le specie di questo genere sono distribuite in Africa nord-orientale, nella Penisola Araba e in Asia dall'Iran all'India

## Sistematica
La famiglia di appartenenza di questa voce (Asteraceae o Compositae, nomen conservandum) probabilmente originaria del Sud America, è la più numerosa del mondo vegetale, comprende oltre 23.000 specie distribuite su 1.535 generi, oppure 22.750 specie e 1.530 generi secondo altre fonti (una delle checklist più aggiornata elenca fino a 1.679 generi). La famiglia attualmente (2021) è divisa in 16 sottofamiglie; la sottofamiglia Asteroideae è una di queste e rappresenta l'evoluzione più recente di tutta la famiglia.

### Filogenesi
La tribù Inuleae (comprendente le Inulinae) è una delle 21 tribù della sottofamiglia Asteroideae). Da un punto di vista filogenetico, la tribù Inuleae, all'interno della sottofamiglia, fa parte del gruppo "Helianthodae". La sottotribù Inulinae è caratterizzata dalla particolare pubescenza dello stilo e dagli acheni con cristalli di ossalato di calcio.
Nell'ambito della sottotribù il genere Iphiona fa parte del "Complesso di Pulicaria"; un gruppo monofiletico comprendente i generi Pallenis, Rhanterium, Pulicaria, Limbardia, Jasonia, Dittrichia e Iphiona.
I caratteri distintivi del genere sono:
- le foglie sono trifide, pennatifide e a forma di ago;
- l'epidermide della corolla dei fiori del disco è cosparsa di cristalli aghiformi;
- le pareti delle cellule dell'epidermide delle corolle sono sinuose.

Il numero cromosomico delle specie di questo genere è: 2n = 18 e 20.

### Elenco delle specie
Questo genere ha 13 specie:
- Iphiona anthemidifolia (Baker) Anderb.
- Iphiona arachnoidea  (Boiss.) Anderb.
- Iphiona aucheri  (Boiss.) Anderb.
- Iphiona discoidea  (Bunge ex Boiss.) F.Ghahrem.
- Iphiona grantioides  (Boiss.) Anderb.
- Iphiona horrida  Boiss.
- Iphiona maris-mortui  Feinbrun
- Iphiona mucronata  (Forssk.) Asch. & Schweinf.
- Iphiona phillipsiae  (S.Moore) Anderb.
- Iphiona pinnatifida  Mesfin
- Iphiona scabra  DC. ex Decne.
- Iphiona senecionoides  (Baker) Anderb.
- Iphiona teretifolia  Anderb.

### Sinonimi
Sono elencati alcuni sinonimi per questa entità:
- Grantia Boiss.
- Hirschia  Baker
- Perralderiopsis  Rauschert